# Lolo Amble
Lolo Amble, i folkbokföringen Louise Ester Maria Amble-Naess, född den 25 december 1963, är en svensk dramatiker och översättare.
Efter Biskops Arnös dramatikerutbildning 1986-87, debuterade hon som dramatiker med pjäsen Mot ljuset på Dramaten 1987 och som poet 1988 med diktsamlingen Allt jag är tillbaka som följdes av diktsamlingen Jag vet vad det kostar när man får nåt gratis i den här stan, 1993 (båda utgivna på Albert Bonniers förlag) I början på 90-talet uppfördes hennes pjäser Tillfällig tröst på Radioteatern och PS Malin hälsar på Teaterhögskolan i samarbete med Dramaten.
Våren 2015 gjorde hon en "andra debut som dramatiker" med pjäsen 49 och ett halvt som spelades på Strindbergs intima teater i regi av Gunilla Nyroos. Våren 2019 spelades Ambles pjäs  Vilddjurpå Dramaten, även denna gång i regi av Gunilla Nyroos. På Kulturhuset stadsteatern har två pjäser av Amble spelats: Svärmor kommer 2017 och De närmaste 2020.
Amble är också verksam som översättare och har bland annat översatt City av Martin Crimp, En familj (August: Osage County) av Tracy Letts, Other desert cities av Jon Robin Baitz och Främmande språk av Simon Gray.
Lolo Amble är dotter till skådespelarna Lars Amble och Marie Göranzon. Lolo Amble är mor till läkaren och frilansskribenten Vincent Flink Amble-Naess.